# Jakob Sturm von Sturmeck (Politiker)

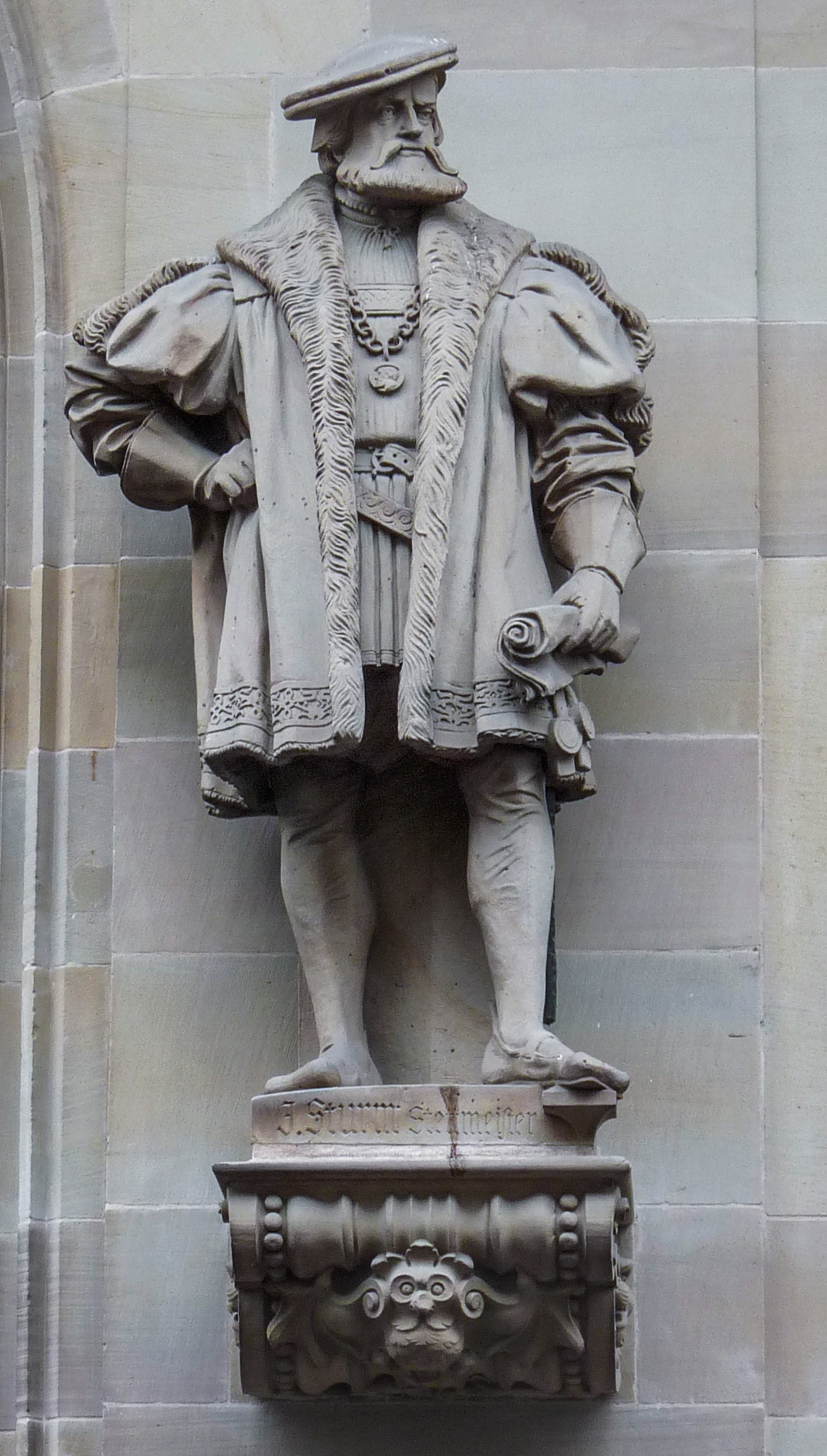
Statue in Straßburg (Bildhauer: Alfred Marzolff)

Jakob Sturm von Sturmeck (auch Jacob Sturm von Sturmeck, Jaques Sturm de Sturmeck; * 10. August 1489 in Straßburg; † 30. Oktober 1553 ebenda) war ein reformierter Bürgermeister von Straßburg.

## Leben
Aus der alten Patrizierfamilie Sturm von Sturmeck stammend, wurde er an den Universitäten von Heidelberg und Freiburg zum Juristen ausgebildet. Er machte eine Grand Tour durch verschiedene Länder, bevor er 1517 als Bibliothekar und Sekretär in die Dienste des Pfalzgrafen Heinrich eintrat.
1523 wandte er sich reformierten Kreisen zu, gab seine bisherige Stellung auf und ließ sich in den Straßburger Stadtrat wählen. Im Jahr darauf wurde er ein Mitglied des für die Verfassung und Verwaltung zuständigen Fünfzehnerkollegiums, übte aber auch Einfluss auf die Politik der Stadt im Deutschen Bauernkrieg aus, der sich 1525 auch auf das Elsass ausgedehnt hatte.
1526 wurde er Mitglied des die Außenpolitik bestimmenden Dreizehnerkollegiums und nahm als Gesandter seiner Stadt am Reichstag in Speyer teil, wo er sich als Vertreter der Städterechte und der Reformation auszeichnete. Auf dem Reichstag zu Augsburg (1530) verweigerte Sturm die Zustimmung zur Confessio Augustana und erarbeitete mit dem von ihm herbeigerufenen Martin Bucer die Confessio Tetrapolitana, welche Straßburg als erste von vier Städten unterschrieb, gefolgt von Konstanz, Lindau und Memmingen. Die Tetrapolitana wurde daher zeitgenössisch auch als Straßburger Konfession bezeichnet. Bis 1532 bestanden die beiden reformatorischen Bekenntnisschriften nebeneinander, und Bucer betonte schließlich, Straßburg unterstütze auch die Augsburger Konfession, welche dann im Namen der Stadt ebenfalls unterzeichnet wurde.
Auf Sturms Betreiben hin trat Straßburg 1531 dem Schmalkaldischen Bund bei, bei dessen Versammlungen er die Stadt von 1532 bis 1546 auch meistens vertrat.
1537 berief er den mit ihm nicht verwandten Humanisten Johannes Sturm in die Stadt, gründete die Bibliothek und 1538 jenes protestantische Gymnasium, das schließlich 1567 von Kaiser Maximilian II. zur Akademie umgewandelt und 1621 von Kaiser Ferdinand II. zur Universität erhoben wurde.
1538 gewährte er 1500 französischen Protestanten in Straßburg Asyl. Nach der Niederlage des Schmalkaldischen Bunds im Schmalkaldischen Krieg bewahrte er Straßburg sowohl die politische wie auch die Glaubensfreiheit.

## Ehrungen und Gedenken
Seine Heimatstadt ehrt ihn mit einem überlebensgroßen Standbild an der Fassade der zu wilhelminischen Zeiten errichteten „Kleinen Metzig“ in der rue de la Haute Montée.
Sein evangelischer Gedenktag ist der 30. Oktober.